# Linia kolejowa nr 966
Linia kolejowa nr 966 – pierwszorzędna, jednotorowa, niezelektryfikowana linia kolejowa łącząca rozjazd 102. z rozjazdem 101. na stacji Działdowo.
Linia stanowi tor łączący między linią kolejową Działdowo – Chojnice a linią kolejową Działdowo – Olsztyn Główny i umożliwia przejazd pociągów z kierunku Brodnicy w stronę Nidzicy, Wielbarku i Olsztyna bez konieczności zmiany czoła pociągu na Działdowie.